# Parascedosporium tectonae
Parascedosporium tectonae är en svampart som först beskrevs av C. Booth, och fick sitt nu gällande namn av Gilgado, Gené, Cano & Guarro 2007. Parascedosporium tectonae ingår i släktet Parascedosporium och familjen Microascaceae.   Inga underarter finns listade i Catalogue of Life.